# 京都府道29号宇多野嵐山山田線
京都府道29号宇多野嵐山山田線（きょうとふどう29ごう うたのあらしやまやまだせん）は、京都府京都市右京区宇多野から京都市西京区嵐山を経て京都市西京区山田に至る府道（主要地方道）である。

## 概要
宇多野において京都市街地から高雄を経由して京北へ延びる周山街道（国道162号）より分岐し、京都を代表する観光地のひとつである嵐山を経由して西京区役所のある山田に至る。紅葉で著名な嵐山は、日本さくら名所100選に選定されており、当地にある渡月橋は本路線の一部である。現行の道路法に基づく主要地方道として全国で初めて指定された路線のうちのひとつである。

### 路線データ
- 起点：京都府京都市右京区宇多野福王子町（福王寺交差点）
- 終点：京都府京都市西京区山田車塚町（千代原口交差点）
- 重要な経過地：京都府京都市西京区嵐山

## 歴史
本路線は、旧道路法（大正8年法律第58号）によって指定されていた府道御室北嵯峨線の一部と府道向日町嵯峨線の一部を継承したものである。道路法（昭和27年法律第180号）第56条の規定に基づき、主要な都道府県道として1954年に宇多野嵐山樫原線として指定され、同法第7条の規定に基づいて翌1955年に京都府が認定した。当初の終点は樫原宇治井町の樫原交差点にあり、旧山陰街道と接していたが、1994年に樫原交差点から現在の国道9号の経路となっている千代原口交差点への移転短縮に伴い、路線名も宇多野嵐山山田線に変更されて現在に至る。

### 年表
- 1954年（昭和29年）1月20日
建設省（当時）が府道宇多野嵐山樫原線として主要地方道に指定[2]。
- 1955年（昭和30年）10月18日
京都府が主要地方道として府道29号宇多野嵐山樫原線を認定[3]。
- 1993年（平成5年）5月11日 - 建設省から、府道字多野嵐山樫原線が宇多野嵐山山田線として主要地方道に再指定される[4]。
- 1994年（平成6年）4月1日
京都府が建設省の指定に基づいて路線の認定内容を変更。終点を西京区樫原から西京区山田に移転し、路線名を宇多野嵐山山田線とする[1]。
- 2001年（平成13年）11月
京都市が嵯峨野嵐山地区の紅葉渋滞対策に乗り出し、臨時交通規制社会実験を実施。2003年から本運用を開始。

## 路線状況
嵯峨の大覚寺門前交差点から嵐山の松尾大社交差点にかけては新道と現道がいずれも府道指定されており、桂川の両岸を南下する。このうち嵯峨地区の現道（旧道）部分は嵐山地区の住宅や商店の連担地区を貫いており、観光客数の多さもさることながら、歩道が未整備な狭隘区間もあるため、歩行者と自動車が入り交じるなどして秋の紅葉シーズンを中心に激しい渋滞が発生し、歩行者の安全を脅かしていた。このため、京都市では2001年から本格的な対策に乗り出した。（詳細はサブセクション「#嵐山地区内 秋の臨時交通規制」を参照のこと。）

### 通称・バイパス
現道
一条通
起点の福王寺交差点から西進し、長辻通に至る通り。大覚寺門前交差点で清滝道へ接続するバイパス道路が分岐しており、現道と新道のいずれも府道指定されている。
長辻通
一条通の西端、清凉寺（嵯峨釈迦堂）山門前から南下し、渡月橋北詰に至る通り。京都市右京区役所嵯峨出張所や京都市立嵯峨小学校が立地して嵯峨地区の中心となっているほか、沿線には嵐電嵐山駅、附近にはJR嵯峨野線の嵯峨嵐山駅など、嵐山観光における北側の玄関口となっている。
新丸太町通以北は終日北行一方通行規制となっており、新丸太町通以南についても土日祝日の一部時間帯に北行一方通行規制が実施されており、紅葉シーズンには車両の流入規制が実施される。
嵯峨街道
渡月橋を渡り、桂川右岸にあたる南西側を阪急嵐山線に沿って南下して国道9号に至る。渡月橋南詰から程近い地点に阪急嵐山駅があり、嵐山観光における南側の玄関口となっている。先述の長辻通とあわせ、一部区間で秋の紅葉シーズンに交通規制が実施される。
松室北河原町から山田口交差点にかけては松尾交差点と唐櫃越を分岐する山田岐れ交差点をバイパスする新道が建設されているが、現道と新道のいずれも府道指定されている。
新道
清滝道
愛宕山鉄道の廃線跡を整備した道路で、このうち嵯峨釈迦堂藤ノ木町から清滝道三条交差点までの区間が本路線と重なっている。
三条通
渡月橋交差点から清滝道三条交差点を経由して嵯峨伊勢ノ上町までの区間。全線が京都府道112号二条停車場嵐山線と重複している。
罧原堤
嵯峨伊勢ノ上町から罧原堤四条交差点までの区間。罧原堤四条交差点から四条通で松尾橋を渡って松尾大社交差点で現道と合流する。

### 重複区間
- 京都府道112号二条停車場嵐山線（京都市右京区嵯峨天龍寺造路町・渡月橋交差点 - 京都市右京区嵯峨伊勢ノ上町）
- 京都市道186号嵐山祇園線・京都府道102号嵐山西院線（京都市右京区梅津大縄場町・罧原堤四条交差点 - 京都市西京区嵐山朝月町・松尾大社交差点）

### 道路施設

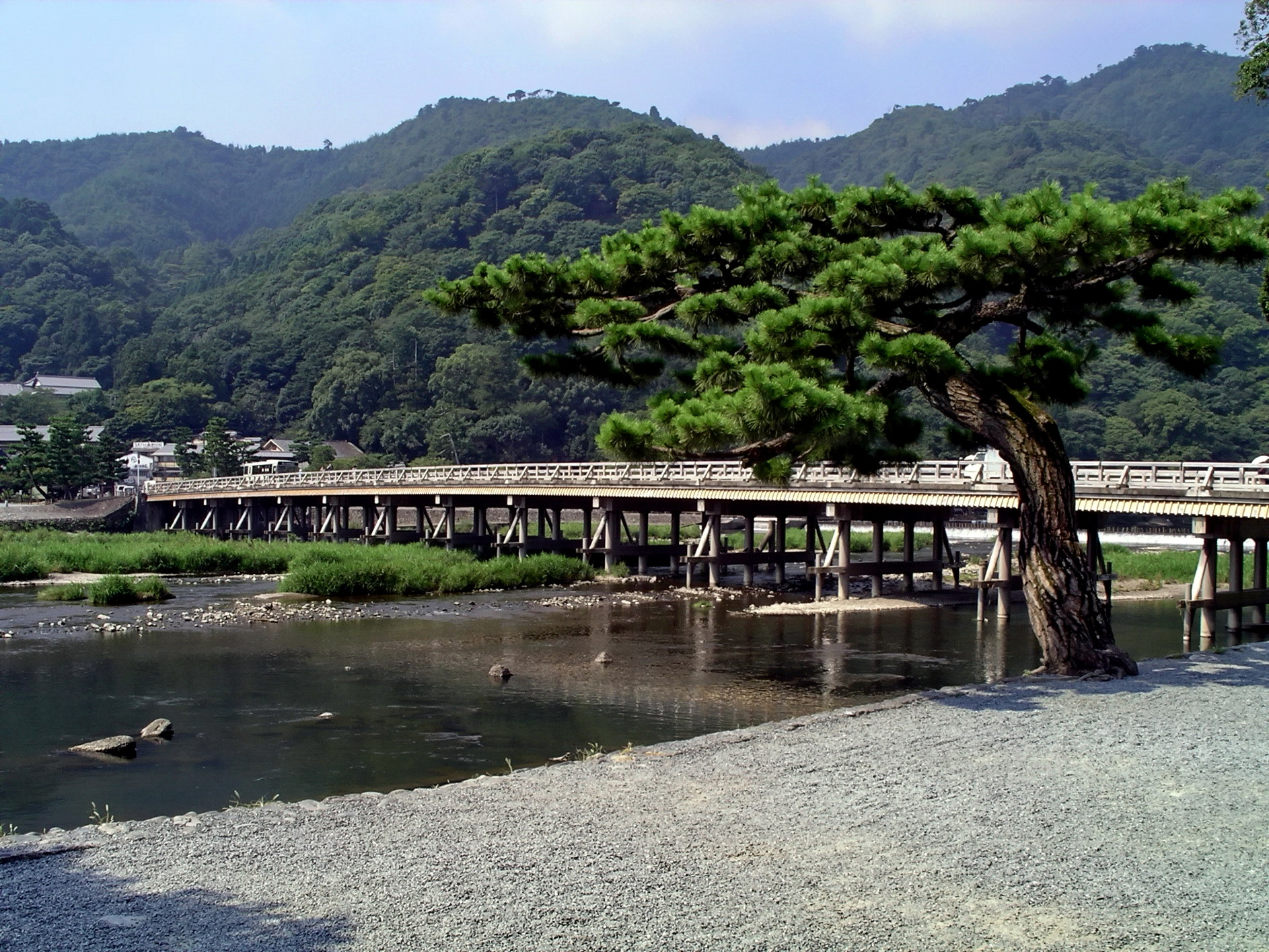
渡月橋
桂川を跨ぐ橋。現在の橋は1937年（昭和9年）に建造された。橋桁の形状や木の装飾で覆われた桁と木製の高欄のために木橋を想起させるが、コンクリート製の橋脚と鋼製の桁を有する。
松尾橋
桂川を跨ぐ橋。四条通の西端にあり、本路線の新道のほかに京都市道186号嵐山祇園線と京都府道102号嵐山西院線が乗り入れている。

### 交通規制
嵐山周辺には通年で一方通行規制が布かれている区間が存在するほか、一部では11月の紅葉シーズンを中心とした交通規制が実施されている。
- 一方通行規制（通年）
  - 大覚寺門前交差点 - 清滝道（一条通）：西行
  - 清滝道 - 清凉寺山門前（一条通）：東行
  - 清凉寺山門前 - 新丸太町通（長辻通）：北行

#### 嵐山地区内 秋の臨時交通規制
冒頭で述べたとおり、京都を代表する観光地のひとつである嵐山を抱えており、特に秋の紅葉シーズンには激しい渋滞が発生していた。これに対し、京都市は流入車両の抑制と歩行者の安全確保を目的とした臨時交通規制を2001年から2002年にかけて社会実験として実施し、2003年より本運用を開始した。地域の反応は賛否両論あり、2010年の実施時においても罧原堤などに渋滞が残存するなど、今後の課題は残るが、歩行者の安全やパークアンドライドの利用拡大に効果があったとしている。なお、規制内容は今後変更される可能性があるため、京都府警察ウェブサイトの臨時交通規制で最新の情報を確認されたい。
長辻通
2000年以前から新丸太町通以北を北行一方通行規制を通年で実施している。社会実験以降は渡月橋交差点から新丸太町通にかけても規制を開始し、2007年12月以降は大型車（路線バス・マイクロ除く）は全日、それ以外は土日祝日の10時 - 17時を北行一方通行とする規制を通年で実施しているほか、2010年からは紅葉シーズンの車両流入禁止が追加された。社会実験中の2002年にはトランジットモールを実施していたこともあった。
嵯峨街道
2009年以降は渡月橋交差点から阪急嵐山駅にかけて、11月の土日祝日のうち5日間の10時 - 16時に南行一方通行とする規制を実施している。社会実験から2008年までは11月の土日祝日すべてを、2006年までは松尾大社交差点まで南行一方通行規制をそれぞれ実施していた。

#### 京都マラソンに伴う交通規制
2012年に復活した京都マラソンコースの一部が本路線に重なっている。大会の性格上、市民ランナーが最大約6時間かけて走ることから長時間の交通規制が予定されるため、主催者が自動車利用の自粛を呼びかけている。2013年は3月10日に開催を予定しており、本路線の重なる部分は次のとおりである。
罧原堤四条交差点 - （罧原堤） - （三条通） - 清滝道三条交差点 - （嵐山高架道路・清滝道） - （一条通） - 福王寺交差点

## 地理
古都保存法によって嵯峨嵐山保存地区が指定され、内含する特別保存地区とともに保護されている。また、京都市によって風致地区に沿線の多くが指定されており、そのうち、嵯峨野、嵐山、渡月橋の周辺、西芳寺の周辺については、京都市の風致地区条例に基づいて特別修景地区に設定されている。古都京都の文化財として世界遺産（世界文化遺産）に登録されている天龍寺や西芳寺のほかにも登録有形文化財も点在する。

### 通過する自治体
- 京都市（右京区 - 西京区）

### 交差する道路
現道
- 京都市右京区
  - 国道162号 周山街道・京都市道183号衣笠宇多野線（京都府道101号銀閣寺宇多野線重複・一条通）（京都市右京区宇多野福王子町・福王寺交差点、起点）
  - 京都府道136号大覚寺平岡線（京都市右京区嵯峨大覚寺門前登リ町・大覚寺門前交差点）
  - 京都府道50号京都日吉美山線（京都府道401号嵯峨亀岡線重複）（京都市右京区嵯峨釈迦堂大門町）
  - 京都市道187号鹿ヶ谷嵐山線 新丸太町通（京都市右京区嵯峨釈迦堂門前瀬戸川町）
  - 京都府道135号嵯峨嵐山停車場線（京都府京都市右京区嵯峨天龍寺造路町）
  - 京都府道112号二条停車場嵐山線 三条通（京都府京都市右京区嵯峨天龍寺造路町・渡月橋交差点）
- 京都市西京区
  - 京都府道134号嵐山停車場線（京都市西京区嵐山中尾下町）
  - 京都市道186号嵐山祇園線（京都府道102号嵐山西院線重複・四条通）（京都市西京区嵐山朝月町・松尾大社交差点）
  - 京都府道123号水垂上桂線（京都市西京区山田畑田町・山田口交差点）
  - 国道9号 山陰道・京都府道67号西京高槻線 物集女街道（京都市西京区山田車塚町・千代原口交差点、終点）

新道
- 京都市右京区
  - 京都府道136号大覚寺平岡線（大覚寺門前交差点）
  - 京都市道187号鹿ヶ谷嵐山線 新丸太町通（嵯峨天龍寺瀬戸川町）
  - 京都府道135号嵯峨嵐山停車場線（嵐山高架道路で通過）
  - 京都府道112号二条停車場嵐山線（京都市右京区・渡月橋交差点）
  - 京都府道112号二条停車場嵐山線（京都市右京区嵯峨伊勢ノ上町）：三条通
  - 京都市道186号嵐山祇園線（京都府道102号嵐山西院線重複・四条通）（右京区罧原堤四条交差点）
- 京都市西京区
  - 京都市道186号嵐山祇園線（京都府道102号嵐山西院線重複・四条通）（西京区松尾大社交差点）

### 沿線にある施設など
自然
- 広沢池
- 桂川

官公庁・公共施設
- 国立病院機構宇多野病院
- 京都市右京区役所嵯峨出張所
- 京都市西京区役所
- 京都府西京警察署
- 京都桂病院

教育
- 京都市立鳴滝総合支援学校
- 佛教大学アジア宗教文化情報研究所
- 京都工芸繊維大学繊維学部
- 京都府立北嵯峨高等学校
- 京都市立嵯峨小学校
- 京都市立嵐山小学校
- 京都嵯峨芸術大学
- 京都市立松尾中学校
- 京都市立松尾小学校
- 京都市立桂中学校

鉄道
- 嵐電北野線（京福電気鉄道）
  - 宇多野駅
- 嵐電嵐山本線（京福電気鉄道）
  - 嵐山駅
- 阪急嵐山線
  - 嵐山駅
  - 松尾大社駅
  - 上桂駅

金融機関・郵便局
- 京都山田郵便局
- 京都西郵便局

神社・仏閣
- 大覚寺（国登録有形文化財）
- 清凉寺（嵯峨釈迦堂）
- 法然寺
- 野宮神社
- 天龍寺（世界遺産）
- 宝厳院
- 法輪寺
- 松尾大社
- 華厳寺（鈴虫寺）
- 西芳寺（苔寺）（世界遺産）
- 地蔵院（竹の寺）
- 浄住寺

余暇・観光
- 陽明文庫（国登録有形文化財）
- 京都嵐山美空ひばり館
- 時雨殿
- 嵐山公園（亀山公園）
- 嵐山公園（中ノ島公園）
- 嵐山温泉
- 嵐山東公園
- 京都府桂川運動公園
- かぐや姫 竹御殿
- 山口家住宅（国登録有形文化財）